# Blau-Weiß Schenefeld
Blau-Weiß von 1896 Schenefeld e. V. ist ein Sportverein aus Schenefeld im Kreis Pinneberg. Im Verein werden die Sportarten Aikidō, Badminton, Einradfahren, Fitness, Floorball, aktive Freizeitgestaltung, Fußball, Handball, Judo, Ju-Jutsu, Leichtathletik, Schwimmen, Tanzen, Tischtennis, Turnen und Volleyball angeboten.
Darüber hinaus gibt es Angebote für Aroha, Linedance, Gymnastik, Yoga, Pilates, Nordic Walking, Trampolin, Qigong und Rehabilitationssport. Bei der Abnahme für das Deutsche Sportabzeichen liegt der Verein seit Jahren an der Spitze im Kreis Pinneberg.

## Geschichte

### Vorgängervereine

#### MTV Schenefeld
Im Jahr 1896 wurde der Männer-Turnverein Schenefeld gegründet. Bei der Weihe der Vereinsfahne, die heute noch im Besitz des Vereines ist, im Jahr 1906 bestand bereits eine Frauengruppe, damals noch eine große Ausnahme. Der Verein war in der bürgerlichen Deutsche Turnerschaft organisiert.

#### FSV Schenefeld
Im Jahr 1920 gründeten fußballbegeisterte Schenefelder den Freien Sportverein Schenefeld im Anschluss an ein Propagandaspiel zwischen Lurup und Halstenbek. Der Verein war im Arbeiter-Turn- und Sportbund organisiert. Bis 1930 bestand eine Spielgemeinschaft mit dem SV Lurup, die in der höchsten Spielklasse des Hamburger Arbeitersports zusammen mit dem zweimaligen deutschen Arbeiter-Fußballmeister Sport-Club Lorbeer von 1906 eingeteilt worden war. Auch eine Handball-Abteilung wurde gegründet. Die Nationalsozialisten liquidierten im Mai 1933 die Vereine und Verbände der Arbeitersportbewegung auf und zogen deren Vermögen zugunsten des Staates ein.

#### FC Blau-Weiß von 1933
Die ehemaligen Arbeitersportler gründeten bereits 1933 einen neuen Verein und schlossen sich dem Norddeutschen Fußballverband und damit dem Deutschen Fußball-Bund (DFB) an. Neben Fußball wurde auch wieder Handball als Sportart angeboten.

#### Turn- und Rasensportverein Schenefeld von 1896
Am 17. Juli 1937 kam es nach einjährigen Verhandlungen zwischen dem MTV Schenefeld und dem FC Blau-Weiß von 1933 zur Fusion als Turn- und Rasensportverein Schenefeld von 1896. Die Vereinsfarben wurden vom FC Blau-Weiß übernommen. Als Sportarten wurden Turnen, Fußball, Handball und Leichtathletik angeboten.
Nach dem Beginn des Zweiten Weltkrieges 1939 mussten die Männerturnabteilung und 1940 die Handballabteilung ihren Sportbetrieb einstellen. Auch die Fußballer hatten erhebliche Schwierigkeiten und mussten 1942 den Trainingsbetrieb einstellen. Lediglich das Frauenturnen konnten unter den Bedingungen des Krieges noch fortgeführt werden. Nach Kriegsende konnte bereits im September 1945 der Sportbetrieb wieder anlaufen, noch vor der formalen Neugründung im Mai 1946 und der Zulassung durch die britische Besatzungsmacht am 27. Februar 1947.

#### SV Schwarz-Weiß Schenefeld von 1951
1951 wurde im Ortsteil Schenefeld-Siedlung der SV Schwarz-Weiß Schenefeld von 1951 gegründet. Dies war als Konkurrenz zum im Ortsteil Schenefeld-Dorf etablierten Turn- und Rasensportverein gedacht und auch in der sozialen Struktur Schenefelds begründet. Im Dorf wohnten größtenteils Bauern, Handwerker und freie Berufe, während die Siedlung fast nur Arbeiter bewohnten. Auch war es wohl üblich, dass die Bewohner des Dorfes leicht auf die "Siedlungen" herabblickten. Bereits 1952 kam es zur Bildung einer Interessengemeinschaft der beiden Vereine und da das Potenzial für zwei Vereine zu gering war und ein Wachstum des einen nur zu Lasten des anderen Vereins möglich war, kam es zu Fusionsverhandlungen, die 1957 abgeschlossen waren.

### Fusion zur SpVgg. Blau-Weiß 96 Schenefeld
Auf der Hauptversammlung zur Fusion der beiden Vereine 1957 hatte der Schenefelder Bürgermeister Richard Döterling in einer Rede auf die Notwendigkeit des Zusammenschlusses hingewiesen, so dass der anschließende Beschluss einmütig ausfiel.

#### Streichung der Spielvereinigung aus dem Vereinsnamen
Auf einer Delegiertenversammlung im Mai 2019 wurde der Zusatz Spielvereinigung wieder aus dem Vereinsnamen gestrichen.

### Der Verein heute
Heute ist der Verein auf inzwischen über 3.000 Mitglieder in insgesamt 16 Sparten angewachsen. Im Kreis Pinneberg ist er der drittgrößte Verein, in Schleswig-Holstein belegt er den fünfzehnten Platz (Stand 2013). Neben den Angeboten im Breitensport öffnet sich der Verein auch für Angebote speziell für Senioren, der Gesundheitsfürsorge und weitere Freizeitangebote. Daneben wird ein Ferienprogramm für Kinder angeboten. Die Gleichstellungsbeauftragte der Stadt Schenefeld fungiert als Vertrauensperson und Ansprechpartnerin bei Fällen von sexueller Belästigung.

## Sportarten
Neben den traditionellen Sportarten Turnen, Fußball und Handball wurde nach dem Zweiten Weltkrieg das Angebot an Sportarten kontinuierlich erweitert. Tischtennis seit 1951, Schwimmen seit 1966, Judo seit 1967, Leichtathletik als Abteilung seit 1970, Badminton seit 1971, Volleyball seit 1975, Tanzen seit 1976, Fitness seit 1984, Ju-Jutsu seit 1990, Aikidō seit 1994, die Freizeit-Aktiv-Abteilung gibt es seit dem Jahr 2002 und als bislang letzte Sparte Unihockey/Floorball seit 2007.

Basketball wurde zwischen 1982 und 2015 im Verein gespielt und eine Ballettgruppe innerhalb der Turnabteilung existierte von 1974 bis 2010.

### Fußball
Fußball wird in Schenefeld vereinsmäßig seit 1920 gespielt. Der Freie Sportverein Schenefeld gründete sich als Verein der Arbeiter Sportbewegung. Nach dem Verbot 1933 gründeten die Fußballer noch im selben Jahr den FC Blau-Weiß von 1933 und schlossen sich dem DFB im Bezirk Hamburg an. Nach dem Groß-Hamburg-Gesetz vom 1. April 1937 verblieb Schenefeld in Schleswig-Holstein. 96 sollte daraufhin aus der hamburgischen in die holsteinische Kreisklasse wechseln, gab aber keine Meldung ab, da man im Spielbetrieb mit den Ortschaften im nun neuen Hamburger Westen bleiben wollte und es nur dorthin Busverbindungen gab. Der Antrag auf Rückführung in den Hamburger Spielbetrieb wurde zwar schleppend behandelt, so dass viele Spieler aus dem Verein austraten und sich Hamburger Vereinen anschlossen, doch konnte der Verein in der Frühjahrsserie außer Konkurrenz zurückkehren. Erst durch die Wiedereingliederung des Vereins nach Hamburg kehrte das normale sportliche Leben zurück.
Durch die Auswirkungen des Zweiten Weltkrieges musste auch die Fußballabteilung 1942 ihren Spielbetrieb einstellen. Bereits im September 1945 wurde der Spielbetrieb wieder aufgenommen. Der größte Erfolg der Fußballabteilung gelang 1960 auswärts in der fünften Runde des norddeutschen Pokals mit einem 3:2-Sieg gegen den damaligen Oberligisten ASV Bergedorf 85. Der folgende Gegner Holstein Kiel hatte bereits auf den Plakaten das Spiel mit der Ankündigung versehen, gegen den Ligakonkurrenten Bergedorf 85 zu spielen. Die Erholungszeit für die Blau-Weißen war mit vier Tagen zu kurz bemessen und so ging das Spiel im Kieler Holstein-Stadion mit 0:3 verloren.
1959 gelang erstmals der Aufstieg in die damals drittklassige Verbandsliga Germania, die bis 1961 gehalten werden konnte. Auch nach dem zweiten Aufstieg im Jahre 1963 konnte sich Blau-Weiß nur zwei Jahre in der Klasse halten. Erst beim dritten Anlauf im Jahre 1967 konnte sich Blau-Weiß etablieren und schaffte 1971 den Sprung in die Landesliga, damals die höchste Spielklasse Hamburgs.
Zwei Jahre später stiegen die Schenefelder wieder ab und rutschten 1977 in die Bezirksliga ab. Fünf Jahre später kehrte Blau-Weiß in die Landesliga zurück und stiegen 1984 in das nunmehr Verbandsliga genannte Hamburger Oberhaus auf. Als Vorletzter stiegen die Schenefelder allerdings sofort wieder ab und wurden in der Landesligasaison 1985/86 aufgrund des schlechteren Torverhältnis gegenüber dem FTSV Altenwerder in die Bezirksliga durchgereicht. Nach einem gescheiterten Landesligacomeback in der Saison 1991/92 gelang 1994 der erneute Aufstieg. Dieses Mal gelang der Durchmarsch in die Verbandsliga.
Mit der Rückkehr in Hamburgs höchste Liga begann eine erfolgreiche Zeit. Nach einem fünften Platz 1996 wurden die Schenefelder ein Jahr später Dritter. Sieben Punkte fehlten auf den zur Aufstiegsrunde zur Oberliga Nord berechtigten zweiten Rang. In der Saison 2000/01 spielte die Mannschaft lange Zeit in der Spitzengruppe mit, ehe Blau-Weiß in der Rückrunde kein Spiel mehr gewann. Am Saisonende meldete der Verein wegen finanzieller Probleme die erste Mannschaft ab. Die gerade in die Bezirksliga aufgestiegene zweite Mannschaft wurde zur neuen Ersten und schaffte 2002 den Aufstieg in die Landesliga. Aus dieser stieg Blau-Weiß 2009 ab, kehrte 2011 zurück und stieg 2018 erneut ab.

#### Ligazugehörigkeit und Platzierungen
| Saison    | Niveau | Liga                  | Platz      | Tore  | Punkte |
| --------- | ------ | --------------------- | ---------- | ----- | ------ |
| 1959/1960 | 003    | Verbandsliga Germania | 10. von 14 | 48:60 | 25:27  |
| 1960/1961 | 003    | Verbandsliga Germania | 13. von 14 | 42:48 | 17:35  |
| 1962/1963 | 004    |                       |            |       |        |
| 1963/1964 | 004    | Verbandsliga Germania | 12. von 14 | 42:57 | 19:33  |
| 1964/1965 | 004    | Verbandsliga Germania | 14. von 14 | 31:69 | 15:37  |
| 1965/1966 | 005    |                       |            |       |        |
| 1966/1967 | 005    |                       |            |       |        |
| 1967/1968 | 004    | Verbandsliga Germania | 06. von 14 | 31:69 | 15:37  |
| 1968/1969 | 004    | Verbandsliga Germania | 04. von 14 | 62:43 | 33:19  |
| 1969/1970 | 004    | Verbandsliga Germania | 06. von 15 | 55:39 | 35:21  |
| 1970/1971 | 004    | Verbandsliga Hammonia | 01. von 16 | 60:31 | 45:15  |
| 1971/1972 | 003    | Landesliga            | 13. von 16 | 35:45 | 24:36  |
| 1972/1973 | 003    | Landesliga            | 15. von 16 | 27:66 | 16:44  |
| 1973/1974 | 004    | Amateurliga Hammonia  | 11. von 16 | 50:55 | 29:31  |
| 1974/1975 | 004    | Amateurliga Hammonia  | 12. von 16 | 43:54 | 25:35  |
| 1975/1976 | 004    | Amateurliga Hammonia  | 09. von 16 | 47:55 | 26:34  |
| 1976/1977 | 004    | Amateurliga Hammonia  | 15. von 17 | 55:65 | 24:40  |
| 1977/1978 | 005    |                       |            |       |        |
| 1981/1982 | 005    |                       |            |       |        |
| 1982/1983 | 005    | Landesliga – Hammonia | 05. von 16 | 77:60 | 36:24  |
| 1983/1984 | 005    | Landesliga – Hammonia | 01. von 16 | 75:40 | 43:17  |
| 1984/1985 | 004    | Verbandsliga Hamburg  | 15. von 16 | 36:91 | 11:49  |
| 1985/1986 | 005    | Landesliga Hammonia   | 14. von 16 | 40:74 | 22:38  |

### Handball
Handball ist eine der Traditionssportarten in Schenefeld. Bereits im Jahre 1930 wurde in zwei Schenefelder Vereinen Handball gespielt. Nach diversen Unterbrechungen und Neuanläufen setzte ab dem Jahr 1968 eine kontinuierliche Entwicklung ein und die Handballabteilung wurde eine feste Säule im Gefüge des Sportvereins.
Zum Andenken an den langjährigen Handballtrainer Bernd-Peter Jaecks veranstaltet die Handballabteilung der Spielvereinigung Blau-Weiß 96 Schenefeld seit 2009 jedes Jahr jeweils am ersten Sonntag nach Neujahr dieses Hallen-Handballturnier für weibliche und männliche C-Jugendmannschaften (13–14 Jahre). Am 4. Januar 2015 fand das 7. B-P-J-Gedächtnisturnier statt, an dem rund 160 Mädchen und Jungen im Alter zwischen 13 und 14 Jahren teilnahmen. Insgesamt 11 Teams (aus dem Kreis Steinburg, aus Hamburg und aus dem Kreis Pinneberg) kämpften um den jeweiligen Turniersieg.
Ab der Saison 2015/16 bilden die Schenefelder eine Spielgemeinschaft mit der Halstenbeker Turnerschaft unter dem Namen „HTS/BW96 Handball“. Durch die Zusammenlegung bildet sich der drittgrößte Handballanbieter innerhalb des Hamburger Handballverbandes.

### Tischtennis
Diese 1951 gegründete Sparte gehört zu den erfolgreichsten des Vereins. 1966 stieg Blau-Weiß in die Oberliga Nord auf, die damals zweithöchste deutsche Spielklasse. Mit Heinz Niemeyer (1964) und Almuth Stöhr (1970) stellte Blau-Weiß zwei Hamburger Einzelmeister. Karin Niemeyer wurde 1992 in Dublin mit ihrer Partnerin Ev-Kathleen Zemke Seniorenweltmeisterin Ü50 im Damen-Doppel und gewann 1990 eine deutsche Meisterschaft im Damen-Einzel bei den Senioren Ü40. Zahlreiche Hamburger Meistertitel im Einzel und Doppel komplettieren diese Erfolgsbilanz.

### Badminton
Seit 1971 wird bei Blau-Weiß 96 Schenefeld Badminton gespielt.

Seit einigen Jahren besteht die Spielgemeinschaft BSG Hamburg West mit dem Wedeler TSV und SV Blankenese, die mit insgesamt sieben Mannschaften von der Kreisklasse C bis hin zur Landesliga an den Start geht.

### Freizeit-Aktiv
Die Freizeit-Aktiv-Abteilung begann 1997 als ein Projekt, bevor sie seit dem Jahr 2002 den Status als Abteilung erhielt.
Die Mitglieder der Sparte gestalten ihre Freizeit aktiv selbst. Wandern, Radwanderungen, Besuch von kulturellen Angeboten, Betriebsbesichtigungen, aber auch Sport-, Wander- und Radwanderreisen für die 50+Generation sowie geselliges Beisammensein mit Karten- und Brettspielen stehen auf dem Programm.
Der Deutsche Olympische Sportbund (DOSB) und die Volksbanken Raiffeisenbanken vergeben jährlich die "Sterne des Sports", eine Auszeichnung für gesellschaftlich engagierte Vereine. Die Abteilung Freizeit-Aktiv hat am 19. November 2007 bei der Auszeichnung Sterne des Sports auf lokaler Ebene den zweiten Platz für den Kreis Pinneberg und ein Preisgeld von 1.000 Euro erhalten.

### Floorball
Die Herrengroßfeldmannschaft spielt in der 2. Floorball-Bundesliga. Zwischen 2017 und 2019 sowie von 2020 bis 2023 spielte Blau-Weiß 96 in der Floorball-Bundesliga. Im FD-Pokal gelang zwischen 2017/18 und 2019/20 dreimal in Folge der Einzug in das Achtelfinale. Die zweite Mannschaft tritt in der drittklassigen Regionalliga Schleswig-Holstein an.
Die Damengroßfeldmannschaft spielte 2022/23 in der zweitklassigen Regionalliga Nord gegen die Förde Deerns und Starup Ducks.
Zudem gibt es Teams im Juniorenbereich der Klassen U17-Großfeld, U15-Großfeld und -Kleinfeld, U13-Kleinfeld (zweimal) und U11-Kleinfeld. Darüber hinaus besteht ein Ü40-Team.